# Cucullia buddhae
Cucullia buddhae là một loài bướm đêm trong họ Noctuidae.